# La Barre-en-Ouche
La Barre-en-Ouche è un ex comune francese di 975 abitanti situato nel dipartimento dell'Eure nella regione della Normandia. Dal 1º gennaio 2026 è stato incorporato con altri 15 comuni per formare il nuovo comune di Mesnil-en-Ouche, divenendo comune delegato.

## Società

### Evoluzione demografica
Abitanti censiti